# Clausthal-Zellerfeld

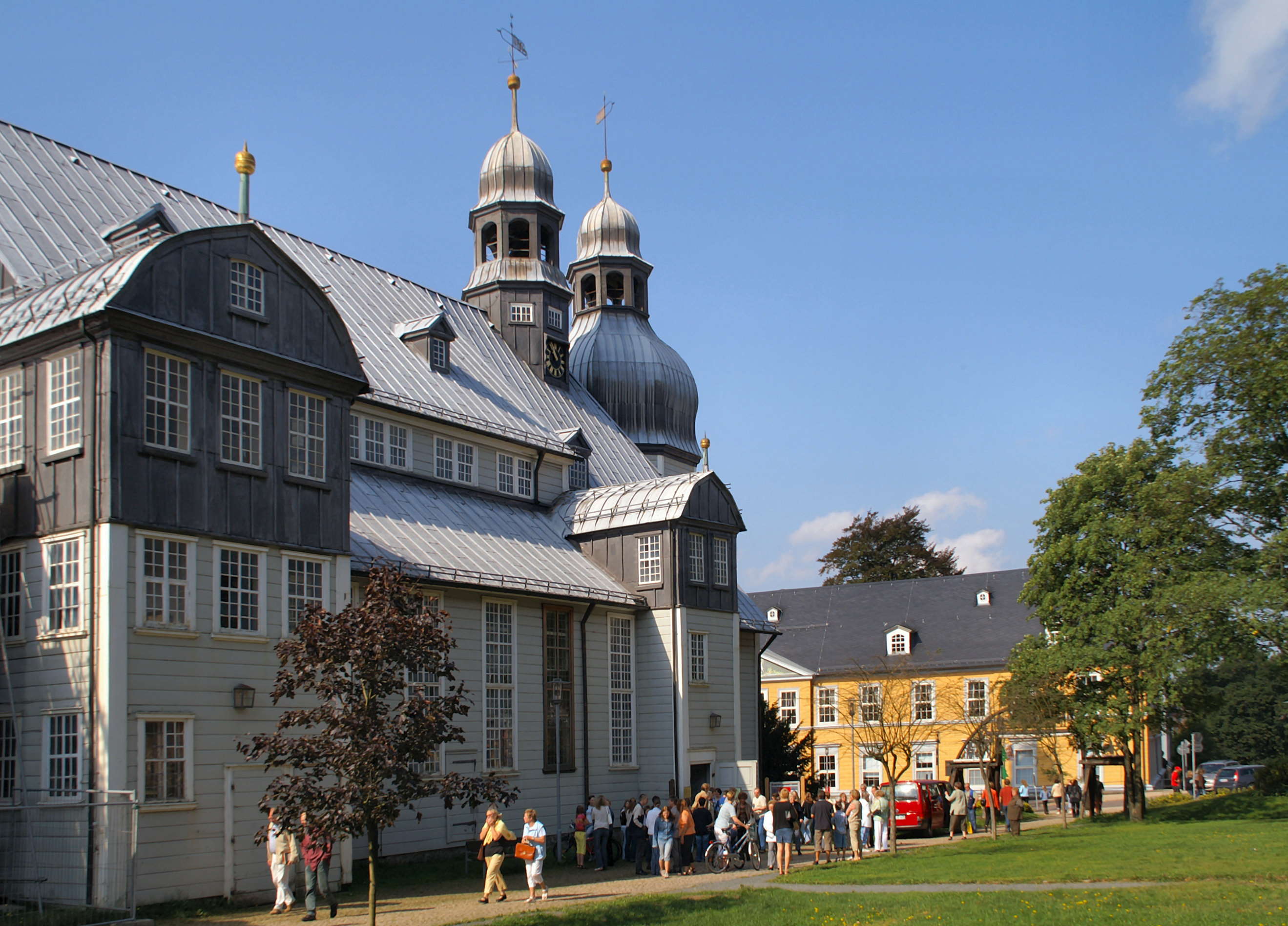
Kościół drewniany w Clausthal-Zellerfeld

Clausthal-Zellerfeld − miasto uzdrowiskowe w Niemczech w kraju związkowym Dolna Saksonia, w powiecie Goslar, do 31.12.2013 siedziba gminy zbiorowej Oberharz. W 2013 miasto liczyło 15 769 mieszkańców (2013).

## Historia
Miasto powstało w 1924 z połączenia dwóch miast: Clausthal (prawa miejskie w 1554) oraz Zellerfeld (prawa miejskie od 1532). Clausthal było miastem górniczym powstałym dzięki istniejącym tu od XVI w. do 1930 kopalniom rud metali, natomiast Zellerfeld było kurortem i ośrodkiem sportów zimowych. W Clausthal działa politechnika (Technische Universität Clausthal) istniejąca od 1775 jako szkoła górnicza (Berg- und Hüttenschule), od 1865 jako akademia górnicza (Bergakademie). 1 stycznia 2015 do miasta przyłączono miasta Altenau, Wildemann oraz gminę Schulenberg im Oberharz, które stały się jego dzielnicami. Liczba mieszkańców przez to wzrosła do 32 375.

## Zabytki
- największy kościół drewniany w Europie z lat 1639–1642 (Marktkirche zum Heiligen Geist)
- Mennica Clausthal z lat 1617–1849 (Alte Münze zu Clausthal)
- Dietzel-Haus z 1674 r.
- Wokół miasta stawy, kanały i urządzenia wodne składające się na unikatowy system wodny Górnego Harzu, służący dawniej górnictwu i przetwarzaniu rud, stanowiące element światowego dziedzictwa ludzkości UNESCO - jako obiekt "Kopalnia Rammelsberg, zespół zabytkowy Goslar i system wody Górnego Harzu:.

### Muzea
- Muzeum Górnictwa Górnego Harzu (Oberharz Bergwerksmuseum)
- Muzeum Geologiczne Politechniki Clausthal (GeoMuseum)

## Osoby

### urodzeni w Clausthal-Zellerfeld
- Dietrich Grönemeyer(inne języki) (ur. 1952), fizyk
- Otto Erich Hartleben(inne języki) (1864–1905), poeta i dramaturg
- Robert Koch (1843–1910), mikrobiolog

### związani z miastem
- Wilhelm Albert(inne języki) (1787–1846), przedsiębiorca górniczy
- Johann Friedrich Ludwig Hausmann (1782–1859), mineralog
- Friedrich Adolph Roemer (1809–1869), geolog
- Arnold Sommerfeld (1868–1951), fizyk
- Georg Philipp Telemann (1681–1767), kompozytor

## Współpraca
- Altenbrak, Saksonia-Anhalt
- Freiberg, Saksonia
- L’Aigle, Francja
- Nowa Wieś Spiska, Słowacja